# Elizabeth Wilson

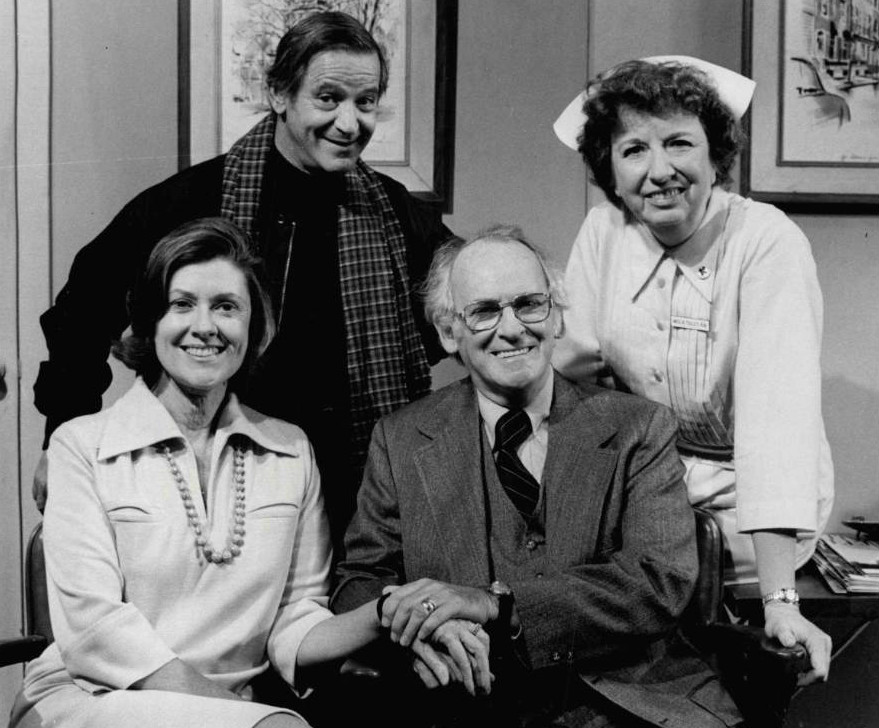
Elizabeth Wilson (linksvoor) naast Barnard Hughes. Daarachter Irwin Corey en Mary Wickes (cast van de sitcom Doc, 1975)

Elizabeth Wilson (Grand Rapids, 4 april 1921 –  New Haven, 9 mei 2015) was een Amerikaans actrice. Ze werd in 1957 genomineerd voor de BAFTA Award voor meest veelbelovende nieuwe filmactrice voor het spelen van Marge Fleming in de dramafilm Patterns. Ook werd ze in 1987 genomineerd voor een Primetime Emmy Award, voor haar bijrol als Berenice Bradshaw in de miniserie Nutcracker: Money, Madness & Murder. In 1972 won Wilson daadwerkelijk een Tony Award voor haar bijrol als Harriet in het toneelstuk Sticks and Bones.
Wilson maakte in 1946 haar film- en acteerdebuut als een niet bij naam genoemde gast op een feestje in de spionagefilm Notorious, onder regie van Alfred Hitchcock. Ze werkte in 1963 opnieuw onder hem in de horrorfilm The Birds, waarin ze een grotere rol had als Helen Carter. Daarnaast was Wilson te zien in meer dan 25 andere films, waaronder meerdere films van Mike Nichols. Ze verscheen ook in 15 televisiefilms. Ook speelde ze wederkerende rollen in verschillende televisieseries. Die als Frieda Hechlinger in de dramaserie East Side/West Side en die als Annie Bogert in de sitcom Doc zijn daarvan de omvangrijkste.
Wilson overleed op 9 mei 2015 op 94-jarige leeftijd.

## Filmografie
*Exclusief 15+ televisiefilms
| - Hyde Park on Hudson (2012) - Rocky Road (2001) - Nobody's Fool (1994) - Quiz Show (1994) - The Addams Family (1991) - Regarding Henry (1991) - Nora's Christmas Gift (1989) - The Believers (1987) - Where Are the Children? (1986) - Grace Quigley (1984) - The Incredible Shrinking Woman (1981) - 9 to 5 (1980) - The Happy Hooker (1975) - The Prisoner of Second Avenue (1975) - Man on a Swing (1974) | - The Day of the Dolphin (1973) - Little Murders (1971) - Catch-22 (1970) - Jenny (1970) - The Graduate (1967) - The Tiger Makes Out (1967) - The Birds (1963) - A Child Is Waiting (1963) - Too Hot to Handle (1960) - Happy Anniversary (1959) - The Tunnel of Love (1958) - The Goddess (1958) - Patterns (1956) - Picnic (1955) - Notorious (1946) |

## Televisieseries
*Exclusief eenmalige gastrollen
- Scarlett - Eulalie Robillard (1994, twee afleveringen - miniserie)
- Delta - Rosiland Dupree (1993, vier afleveringen)
- Queen - ... (1993, miniserie)
- Nutcracker: Money, Madness & Murder - Berenice Bradshaw (1987, miniserie)
- Morningstar/Eveningstar - Kathy Kelly (1986, zeven afleveringen)
- Doc - Annie Bogert (1975-1976, 23 afleveringen)
- Dark Shadows - Mrs. Hopewell (1966, twee afleveringen)
- East Side/West Side - Frieda Hechlinger (1963-1964, 26 afleveringen)
- The United States Steel Hour - Verschillende (1954-1960, drie afleveringen)
- Kraft Television Theatre - Marge Fleming (1955, twee afleveringen)

- Biblioteca Nacional de España: XX4963070
- Bibliothèque nationale de France: cb16982057n (data)
- International Standard Name Identifier: 0000 0000 4087 2402
- Library of Congress Control Number: no97013053
- MusicBrainz: 7b82b9d0-0235-401f-9880-1bd373b0b99e
- Nationale Bibliotheek van Israël: 987007356650105171
- SNAC: w64v99xx
- Virtual International Authority File: 36518640
- WorldCat: E39PBJyxfcYDrvDMBPCRKKwjYP